# Matt Wiman
Matthew Charles Wiman (Denver, 19 de setembro de 1983) é um lutador de artes marciais mistas que atualmente compete entre os leves DO Ultimate Fighting Championship.

## Carreira no MMA

### Início no MMA
Matt começou a treinar MMA com o ex-lutador do UFC, Mikey Burnett no Lion's Den em Tulsa, Oklahoma.
Wiman iniciou no MMA profissional em agosto de 2004. Um lutador relativamente desconhecido na época, Matt entrou no torneio Extreme Fight Night organizado pelo kickboxer Dale Apollo Cook. Matt venceu suas três lutas naquela noite se tornando o campeão Peso Médio do Extreme Fighting League. Ele derrotou Joseph Garza e Greg Bossler, ambos por decisão unânime, antes de vencer Venn Jonhs por finalização (triângulo) pelo cinturão da organização.
Sua primeira defesa de cinturão foi em 13 de novembro de 2014 quando derrotou David Franks por finalização após aplicar uma chave de braço aos 42 segundos do primeiro round.
Ele defendeu seu título novamente em fevereiro de 2005 derrotando D.J. Randall aos 20 segundos de luta por nocaute.
Wiman conquistou seu primeiro alcance em nível nacional no FFC 15 - Fiesta Las Vegas em 15 de setembro de 2005 contra a estrela Roger Huerta. Foi uma luta muito movimentada, com ambos os lutadores quase terminando o combate em várias ocasiões. Matt perdeu uma decisão apertada. Como resultado de suas performances, Wiman e Huerta chamaram a atenção de Dana White e Joe Silva (matchmaker do UFC).
Wiman defendeu seu cinturão do XFL pela terceira e última vez em 12 de novembro de 2005 contra Thomas Grisson. Wiman venceu por nocaute técnico após o árbitro interromper a luta devido aos vários cortes em Grisson. O médico não autorizou a continuação de Thomas na luta o que decretou a vitória de Matt.

### Ultimate Fighting Championship
Com a lesão de Leonard Garcia, que enfrentaria Spencer Fisher no UFC 60, Wiman foi chamado para substituir Garcia em cima da hora.  Wiman perdeu por nocaute no segundo round.

### The Ultimate Fighter 5
Wiman foi um dos participantes do The Ultimate Fighter 5. Ele foi a segunda escolha do time coordenado por BJ Penn. Sua luta preliminar foi contra Marlon Sims. Wiman conseguiu um overhand devastador de direita nos últimos segundos da luta, subiu nas costas de Sims e o estrangulou deixando-o inconsciente.
Wiman foi derrotado nas quartas de final pelo eventual finalista da edição, Manvel Gamburyan. Gamburyan e Wiman distribuíram takedowns, mas Manvel ficou mais tempo por cima, vencendo por decisão.
Wiman enfrentou Brian Geraghty pelo The Ultimate Fighter 5 Finale em junho de 2007. Logo no início, Wiman derrubou Geraghty e distribuiu ataques no ground and pound obrigando o árbitro Yves Lavigne interromper o combate com pouco mais de dois minutos de luta.

### Ultimate Fighting Championship
A luta seguinte de Wiman foi contra o judoca japonês, Michinori Omigawa no UFC 76. Wiman controlou a luta com derrubadas e venceu por decisão unânime.
Wiman enfrentou o estreante Justin Buchholz no UFC Fight Night: Swick vs. Burkman em 23 de janeiro de 2008. Wiman acertou uma queda no início da luta e fez rapidamente a transição para a montada. Ele acertou uma cotovelada logo abaixo do olho de Buchholz causando um corte. O estreante então se virou para evitar novos ataques. Logo após, Wiman conseguiu encaixar um mata leão, obrigando o seu adversário a desistir da luta.
Wiman ewnfrentou Thiago Tavares no UFC 85. Wiman venceu por nocaute após acertar vários socos em Tavares.
No UFC: Fight for the Troops, Wiman substituiu o lesioando Frankie Edgar contra Jim Miller. Wiman perdeu por decisão unânime.
Em abril de 2009, Wiman enfrentou o candense Sam Stout no UFC 97. Wiman perdeu por decisão unânime o que gerou muita controvérsia.
Wiman foi selecionado para enfrentar Rafael dos Anjos, porém após uma lesão, Wiman foi obrigado a deixar o card, sendo substituído por Rob Emerson.
Em 12 de dezembro de 2009, Wiman derrotou Shane Nelson no UFC 107 por decisão unânime.
Wiman derrotou Mac Danzig no UFC 115 por finalização no primeiro round. No entanto, a paralisação foi aparentemente prematura e equivocada por parte do árbitro Yves Lavigne, apesar do fato de que Danzig não tinha desistido e ainda estava consciente.
Wiman era esperado para enfrentar Danzig em um revanche no UFC Fight Night: Marquardt vs. Palhares, porém Danzig foi obrigado a se retirar do card por uma lesão. Wiman então foi selecionado para enfrentar Efrain Escudero. No entanto, Wiman também foi obrigado a deixar o card por lesão, sendo substituído por Charles Oliveira.
Wiman era esperado para enfrentar Cole Miller em 1º de janeiro de 2011 no UFC 125, porém a luta foi remarcada para 22 de janeiro do mesmo ano no UFC: Fight for the Troops 2. Wiman dominou a luta e venceu por decisão unânime.
Wiman enfrentou Dennis Siver em 2 de julho de 2011 no UFC 132. Ele perdeu a luta por decisão unânime.
Wiman fez a tão esperada revanche contra Mac Danzig em outubro de 2011 no UFC Live: Cruz vs. Johnson. Wiman venceu por decisão unânime. O combate rendeu aos dois lutaores o prêmio de Luta da Noite.
Wiman era esperado para enfrentar Mark Bocek no UFC 145. No entanto, wlw foi forçado a deixar o card por causa de uma lesão, sendo substituído por John Alessio.
Wiman derrotou Paul Sass no UFC on Fuel TV: Struve vs. Miocic em setembro de 2012 por finalização (chave de braço) no primeiro round.
Wiman enfrentou TJ Grant em 26 de janeiro de 2013 no UFC on Fox: Johnson vs. Dodson. Ele perdeu por nocaute após Grant acertar vários socos e cotoveladas.
Após quase dois anos parado, Wiman enfrentou Isaac Vallie-Flagg no UFC Fight Night: Edgar vs. Swanson em 22 de novembro de 2014. Ele venceu por decisão unânime.
Wiman agora enfrentará Leonardo Santos em 21 de Março de 2015 no UFC Fight Night: Maia vs. LaFlare.

## Títulos e realizações

### Mixed Martial Arts
- Ultimate Fighting Championship
  - Luta da Noite: (Quatro vezes) vs. Thiago Tavares, vs. Jim Miller, vs. Sam Stout e vs. Mac Danzig
  - Finalização da Noite: (Uma vez) vs. Paul Sass

## Cartel no MMA
| Cartel no MMA   |             |             |
| 26 lutas        | 16 vitórias | 10 derrotas |
| Por nocaute     | 4           | 4           |
| Por finalização | 5           | 0           |
| Por decisão     | 7           | 6           |

| Res.    | Cartel | Oponente            | Método                               | Evento                                     | Data       | Round | Tempo | Local                            | Notas                 |
| ------- | ------ | ------------------- | ------------------------------------ | ------------------------------------------ | ---------- | ----- | ----- | -------------------------------- | --------------------- |
| Derrota | 16-10  | Jordan Leavitt      | Nocaute (slam)                       | UFC on ESPN: Hermansson vs. Vettori        | 05/12/2020 | 1     | 0:23  | Las Vegas, Nevada                |                       |
| Derrota | 16-9   | Joe Solecki         | Decisão (unânime)                    | UFC on ESPN: Overeem vs. Rozenstruik       | 07/12/2019 | 3     | 5:00  | Washington D.C                   |                       |
| Derrota | 16-8   | Luis Peña           | Nocaute Técnico (socos)              | UFC Fight Night: Moicano vs. Korean Zombie | 22/06/2019 | 3     | 1:14  | Greenville, Carolina do Sul      |                       |
| Vitória | 16-7   | Isaac Vallie-Flagg  | Decisão (unânime)                    | UFC Fight Night: Edgar vs. Swanson         | 22/11/2014 | 3     | 5:00  | Austin, Texas                    |                       |
| Derrota | 15-7   | TJ Grant            | Nocaute (cotoveladas e socos)        | UFC on Fox: Johnson vs. Dodson             | 26/01/2013 | 1     | 4:51  | Chicago, Illinois                |                       |
| Vitória | 15-6   | Paul Sass           | Finalização (chave de braço)         | UFC on Fuel TV: Struve vs. Miocic          | 29/09/2012 | 1     | 3:48  | Nottingham                       | Finalização da Noite. |
| Vitória | 14-6   | Mac Danzig          | Decisão (unânime)                    | UFC Live: Cruz vs. Johnson                 | 01/10/2011 | 3     | 5:00  | Washington D.C.                  | Luta da Noite         |
| Derrota | 13-6   | Dennis Siver        | Decisão (unânime)                    | UFC 132                                    | 02/07/2011 | 3     | 5:00  | Las Vegas, Nevada                |                       |
| Vitória | 13-5   | Cole Miller         | Decisão (unânime)                    | UFC: Fight for the Troops 2                | 22/01/2011 | 3     | 5:00  | Fort Hood, Texas                 |                       |
| Vitória | 12-5   | Mac Danzig          | Finalização Técnica (guilhotina)     | UFC 115                                    | 12/06/2010 | 1     | 1:45  | Vancouver                        |                       |
| Vitória | 11-5   | Shane Nelson        | Decisão (unânime)                    | UFC 107                                    | 12/12/2009 | 3     | 5:00  | Memphis, Tennessee               |                       |
| Derrota | 10-5   | Sam Stout           | Decisão (unânime)                    | UFC 97                                     | 18/04/2009 | 3     | 5:00  | Montreal, Quebec                 | Luta da Noite.        |
| Derrota | 10-4   | Jim Miller          | Decisão (unânime)                    | UFC: Fight for the Troops                  | 10/12/2008 | 3     | 5:00  | Fayetteville (Carolina do Norte) | Luta da Noite.        |
| Vitória | 10-3   | Thiago Tavares      | Nocaute (socos)                      | UFC 85                                     | 07/06/2008 | 2     | 1:57  | Londres                          | Luta da Noite         |
| Vitória | 9-3    | Justin Buchholz     | Finalização (mata leão)              | UFC Fight Night: Swick vs. Burkman         | 23/01/2008 | 1     | 2:56  | Las Vegas, Nevada                |                       |
| Vitória | 8-3    | Michihiro Omigawa   | Decisão (unânime)                    | UFC 76                                     | 22/09/2007 | 3     | 5:00  | Anaheim, Califórnia              |                       |
| Vitória | 7-3    | Brian Geraghty      | Nocaute Técnico (socos)              | The Ultimate Fighter 5 Finale              | 23/06/2007 | 1     | 2:09  | Las Vegas, Nevada                |                       |
| Derrota | 6-3    | Spencer Fisher      | Nocaute (joelhada voadora)           | UFC 60                                     | 27/05/2006 | 2     | 1:43  | Los Angeles, Califórnia          | Estreia no UFC.       |
| Derrota | 6-2    | Nick Agallar        | Decisão (unânime)                    | MFC: Boardwalk Blitz                       | 04/03/2006 | 3     | 5:00  | Atlantic City, New Jersey        |                       |
| Vitória | 6-1    | Mark Thomas Grissom | Nocaute técnico (interrupção médica) | XFL 18: Battle at the Brady 2              | 12/11/2005 | 1     | 3:00  | Tulsa, Oklahoma                  |                       |
| Derrota | 5-1    | Roger Huerta        | Decisão (unânime)                    | FFC 15: Fiesta Las Vegas                   | 14/09/2005 | 3     | 5:00  | Las Vegas, Nevada                |                       |
| Vitória | 5-0    | D.J. Randall        | Nocaute Técnico (socos)              | XFL: Xtreme Fighting 3: Superbrawl         | 05/02/2005 | 1     | 0:20  | Miami, Oklahoma                  |                       |
| Vitória | 4-0    | David Frank         | Finalização (chave de braço)         | XFL: EK 14: Heavyweight Gladiators         | 13/11/2004 | 1     | 0:42  | Tulsa, Oklahoma                  |                       |
| Vitória | 3-0    | Venn Johns          | Finalização (triângulo)              | XFL: EK 13: Elimination                    | 14/08/2004 | 2     | 1:30  | Tulsa, Oklahoma                  |                       |
| Vitória | 2-0    | Greg Bossler        | Decisão (unânime)                    | XFL: EK 13: Elimination                    | 14/08/2004 | 3     | 5:00  | Tulsa, Oklahoma                  |                       |
| Vitória | 1-0    | Joe Garza           | Decisão (unânime)                    | XFL: EK 13: Elimination                    | 14/08/2004 | 3     | 5:00  | Tulsa, Oklahoma                  |                       |